# Gewerbeimmobilie
Gewerbeimmobilien sind Immobilien, die ganz oder überwiegend gewerblichen, gewerblich-selbständigen oder freiberuflich-selbständigen Zwecken dienen.

## Allgemeines
Das Kompositum „Gewerbeimmobilie“ bringt zum Ausdruck, dass es sich um eine Immobilie handelt, die überwiegend zu gewerblichen Zwecken genutzt wird. Ein gewerblicher Zweck liegt bereits dann vor, wenn die Nutzung im Rahmen gewerblicher Tätigkeit steht. Kern der gewerblichen Tätigkeit ist die Gewinnerzielungsabsicht, die bei Unternehmensimmobilien zu unterstellen ist. Als gewerblich dient auch eine Nutzung durch öffentliche Zwecke (Behörden oder öffentliche Unternehmen). Auch bei natürlichen Personen, die als Selbständige oder in freien Berufen tätig sind, kann von gewerblicher Tätigkeit ausgegangen werden.

## Arten
Für Bewertungszwecke definiert das BewG Geschäftsgrundstücke nach § 181 Abs. 6 BewG als „Grundstücke, die zu mehr als 80 Prozent, berechnet nach der Wohn- und Nutzfläche, eigenen oder fremden betrieblichen oder öffentlichen Zwecken dienen und nicht Teileigentum sind.“ Teileigentum gehört nach § 181 Abs. 1 Nr. 3 BewG in Verbindung mit Abs. 5 BewG ebenfalls zur gewerblichen Nutzung. Zu den Gewerbeimmobilien zählen insbesondere Arztpraxen, Anwaltskanzleien, Läden jeder Art, Supermärkte, Einkaufszentren, Lagerhallen, Industriegrundstücke, Gewerbeparks, Industrieparks, Technologieparks, Verwaltungsgebäude, Bürogebäude, Business Center, Hotels, Krankenhäuser oder Sanatorien.
Diese Arten lassen sich in sechs verschiedene Kategorien unterteilen: Produktionsimmobilien, Freizeitimmobilien, Logistikimmobilien, Büroimmobilien, Handelsimmobilien und Spezialimmobilien. Produktionsimmobilien zeichnen sich durch besonders hohe Flexibilität im Bereich Expansion und Drittverwertung aus. Beispiele für Produktionsimmobilien sind Verteilerzentren, Kühlhallen und Vorratshallen. Einkaufszentren, Supermärkte und Ladenlokale zählen zu den Handelsimmobilien. Die Rendite, die hierbei erzielt wird, hängt immer vom Umsatz der Händler und der Lage ab. Logistikimmobilien befinden sich meist an Verkehrsknotenpunkten im Umfeld von Produktionsbetrieben und werden als Zulieferer-, Material- und Warenlager genutzt. Der Bereich der Freizeitimmobilien ist vergleichsweise risikobehaftet, da Trends in der Branche meist kurzlebig sind und der Erfolg maßgeblich vom Betreiber abhängt. Spezialimmobilien bilden einen besonderen Bereich, denn sie weisen unterschiedlichste Nutzungsmöglichkeiten auf. Hierzu zählen beispielsweise Bahnhöfe, Autohöfe oder Großraumdiskotheken.

## Finanzierung
Der Bau, Erwerb, die Renovierung oder Sanierung von Gewerbeimmobilien können durch Eigenkapital des Investors oder teilweise mittels Investitionskrediten durch Kreditinstitute (Großbanken, Private Banken, Sparkassen, Genossenschaftsbanken oder Hypothekenbanken) oder Lebensversicherungen finanziert werden. Dabei sind die Gewerbeimmobilien in der Regel das Beleihungsobjekt. Sie können dann nach § 12 Abs. 1 Pfandbriefgesetz (PfandBG) als Deckung für Hypothekenpfandbriefe dienen. Die als Grundpfandrecht einzutragenden Hypotheken oder Grundschulden dürfen gemäß § 13 Abs. 1 PfandBG nur auf Grundstücken, grundstücksgleichen Rechten oder solchen Rechten einer ausländischen Rechtsordnung lasten, die den grundstücksgleichen Rechten deutschen Rechts vergleichbar sind. Die belasteten Grundstücke müssen in einem Mitgliedstaat der Europäischen Union oder einem anderen Vertragsstaat des Abkommens über den Europäischen Wirtschaftsraum, in der Schweiz, in den Vereinigten Staaten von Amerika, in Kanada, in Japan, in Australien, in Neuseeland oder in Singapur belegen sein.
Gemäß Art. 126 Nr. 2d Kapitaladäquanzverordnung (englische Abkürzung CRR) können Gewerbeimmobilien von Kreditinstituten bis zu 60 % des Beleihungswerts oder 50 % des Marktwerts beliehen werden. Art. 125 Nr. 2b CRR schreibt dann vor, dass sowohl der Wert der Immobilie nicht wesentlich mit der Bonität des Kreditnehmers als auch die Bonität des Kreditnehmers nicht wesentlich mit der Leistungsfähigkeit der zugrundeliegenden Immobilie positiv korrelieren darf. Hierzu gehören vom Kreditnehmer selbst genutzte Industriegrundstücke, deren Werte erheblich von den Erträgen abhängen, die er durch die Nutzung der Gewerbeimmobilie (z. B. für Fabrikgebäude) erzielt. Der Fokus der Fremdfinanzierer ist insbesondere auf Core-Immobilien ausgerichtet, bei denen es sich um vollständig oder annähernd voll vermietete Spitzenobjekte in bester Lage mit guter Mieterstruktur und -bonität handelt. In dieses enge, scheinbar risikoarme Marktsegment drängen viele Immobilieninvestoren, die als Reaktion auf die Finanzkrise ab 2007 vorsichtiger agieren und ihre Risiken abbauen wollen.

## Wirtschaftliche Aspekte
Aus wirtschaftlicher Sicht ist bei Gewerbeimmobilien deren Rentabilität von Bedeutung, bei vermieteten Objekten deren Mietrendite. Bei der Berechnung sind neben dem Zinsaufwand für den Fremdfinanzierungsanteil auch die Bewirtschaftungskosten zu berücksichtigen; außerdem müssen bei vermieteten Immobilien die Mieteinnahmen und AfA einbezogen werden:
{\displaystyle {\text{Rentabilität Gewerbeimmobilie vor Steuern}}={\frac {{\text{Zinsaufwand}}+{\text{Bewirtschaftungskosten}}+{\text{Eigenkapitalverzinsung}}}{\text{Brutto-Cashflow der Gewerbeimmobilie}}}\cdot 100\,\%}
Die Gesamtrentabilität von Gewerbeimmobilien wird deshalb beeinflusst durch das Zinsniveau, die Bewirtschaftungskosten und dem aus der Nutzung der Immobilie resultierenden Brutto-Cashflow. Das gilt für einkommensgenerierende gewerbliche Immobilien (z. B. für Vermietungszwecke erstellte Bürogebäude, Ladenlokale, Mehrfamilienhäuser, Industrie- und Lagerflächen). Bei diesen Finanzierungen hängt die Rückzahlung des Kredites primär von den aus dem Objekt erzielten Einnahmen ab. Die Hauptquelle stellen dabei Miet- oder Leasingeinnahmen dar. Das bei der Rentabilität vermieteter Gewerbeimmobilien zu berücksichtigende Vermietungsrisiko besteht insbesondere aus der Gefahr des Leerstands oder dem Mietausfallrisiko der Mieter.
Die durch eine Gewerbeimmobilie erzielte Miete ist angemessen im Sinne von § 14 Abs. 2 Satz 3 GroMiKV, wenn die Miete den Betrag erreicht oder übersteigt, der für den Schuldendienst und zur Deckung der Bewirtschaftungskosten im Sinne von § 11 Beleihungswertverordnung (BelWertV) notwendig ist. Im Falle selbst genutzter Gewerbeimmobilien gelten die Voraussetzungen des § 14 Abs. 2 Satz 3 GroMiKV als erfüllt, wenn die Gewerbeimmobilie drittverwendungsfähig ist und der Reinertrag (§ 9 BelWertV) oder ein unter Berücksichtigung der Vorgaben des § 9 BelWertV ermittelter Wert den Betrag erreicht oder übersteigt, der für den Schuldendienst notwendig ist.
Gewerbeimmobilien sind allgemein kaum fungibel, weil es meist nur sehr wenige Interessenten gibt, die Objekte oft einseitig nutzbar oder wenig standardisiert sind, so dass eine Verwertung in Normalzeiten erschwert sein kann. Auch der Standort vieler Gewerbeobjekte kann sich als Verwertungshindernis erweisen. In diesen Fällen liegt eine eingeschränkte oder fehlende Drittverwendung spezifisch ausgerichteter Objekte vor. Die Drittverwendungsfähigkeit ist einer Gewerbeimmobilie abzusprechen, wenn abzusehen ist, dass es für eine anderweitige Nutzung erheblicher Umbauten bedarf, die wirtschaftlich einem Neubau gleichzusetzen sind oder wenn deren Beschaffenheit oder deren besondere Lage keine Drittverwendung zulässt. Deshalb ist bei gewerblichen Realkrediten erforderlich, dass im Regelfall lediglich Büroräume und vielseitig nutzbare Geschäftsräume beliehen werden sollen, bei denen die Voraussetzung der Drittverwendungsfähigkeit erfüllt ist. Eine gewerblich genutzte Immobilie ist dann drittverwendungsfähig, wenn sie ohne weitere Maßnahmen von einem Dritten im vorhandenen Bauzustand genutzt werden kann. Die aktuelle Marktgängigkeit ist davon unabhängig.

## Bewertung
Im Rahmen der Immobilienbewertung ergeben sich Unterschiede zwischen Wohnimmobilien und Gewerbeimmobilien. Während selbst genutzte Wohnimmobilien in der Regel nach dem Sachwertverfahren bewertet werden, erfolgt die Bewertung von Gewerbeimmobilien und Mietwohnimmobilien in der Regel nach dem Ertragswertverfahren.

## Steuerliche Aspekte
Die Gewerbeimmobilie ist hinsichtlich der Behandlung im Steuerrecht (Umsatzsteuer, Abschreibung), im Finanzierungsbereich und im Baurecht von Wohnimmobilien und Sonderimmobilien abzugrenzen. Eine Immobilie kann von ihrer Beschaffenheit her jedoch sowohl Wohn- als auch Gewerbezwecken dienen (z. B. Ferienwohnung, Büro, Loft, Atelier, Bauernhof) und gehört dann zu den gemischt genutzten Immobilien.

## Gesetzliche Regelungen in Deutschland

### Besteuerung
Die Besteuerung im Rahmen der Grundsteuer unterscheidet in Deutschland nach der Nutzung und legt unterschiedliche Grundsteuermesszahlen für Wohn- und Gewerbeimmobilien fest. Im Zusammenhang mit der Reform der Unternehmenssteuern wurde über die Einführung einer „Grundsteuer C“ (für Gewerbeimmobilien) als teilweisen Ersatz der Gewerbesteuer diskutiert.

### Mietrecht
Mietverträge gemäß §§ 535 ff. BGB über gewerbliche Räume oder Gewerbeimmobilien erlauben in Deutschland, anders als bei Wohnräumen oder Wohnimmobilien, eine weitgehende Vertragsfreiheit. Es gibt beispielsweise keinen gesetzlichen Mieterschutz und keine gesetzliche Mietpreisbremse.

## Markt für Gewerbeimmobilien
Gewerbeimmobilien konkurrieren sowohl auf Mieter- als auch auf Investorenseite auf regionalen, nationalen und internationalen Märkten. Unter anderem durch die geringere vertragliche Bindung und die stärkere Konjunktursensitivität von Mietern sind Märkte für Gewerbeimmobilien von einer größeren Dynamik gekennzeichnet als Märkte für Wohnimmobilien.